# Plastuś
Plastuś – fikcyjna postać, znana z twórczości Marii Kownackiej (książek Plastusiowy pamiętnik i Przygody Plastusia) oraz serii filmów animowanych.

## Postać Plastusia
Jest maleńkim ludzikiem z plasteliny – całym pomarańczowym, nosi małe, zielone, plastelinowe slipy. Ulepiła go Tosia, mała dziewczynka uczęszczająca do pierwszej klasy. Plastuś ma duże pomarańczowe uszy i mały nosek przypominający kartofelek, mieszka w Tosinym piórniku wraz ze swoimi sąsiadami: Ołówkiem, Gumką Myszką, Stalówkami, Piórem, Scyzorykiem, Linijką i Kredkami.